# Клода-Мала
Клода-Мала (пол. Kłoda Mała) — село в Польщі, у гміні Залесе Більського повіту Люблінського воєводства. Населення — 155 осіб (2011).

## Історія
За даними етнографічної експедиції 1869—1870 років під керівництвом Павла Чубинського, у селі Клода переважно проживали греко-католики, які розмовляли українською мовою.
У 1975—1998 роках село належало до Білопідляського воєводства.

## Демографія
Демографічна структура станом на 31 березня 2011 року:
|          | Загалом | Допрацездатний вік | Працездатний вік | Постпрацездатний вік |
| -------- | ------- | ------------------ | ---------------- | -------------------- |
| Чоловіки | 87      | 27                 | 54               | 6                    |
| Жінки    | 68      | 15                 | 37               | 16                   |
| Разом    | 155     | 42                 | 91               | 22                   |